# Edgar Syers

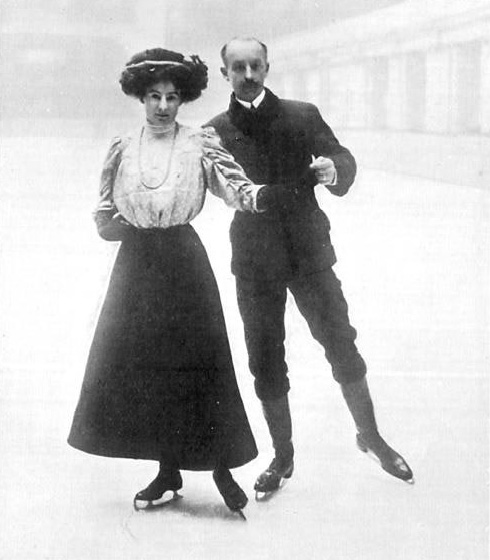
Edgar Syers met echtgenote Madge Syers-Cave op de OS van 1908

Edgar Morris Wood Syers (Brighton, 18 maart 1863 - Maidenhead, 16 februari 1946) was een Brits kunstschaatser en schaatstrainer.
Syers nam zowel deel bij de mannen solo als bij het paarrijden met Madge Syers-Cave, met wie hij in 1899 in het huwelijk was getreden.
Als solo rijder werd hij op 36-jarige leeftijd derde op het WK van 1899 in het Zwitserse Davos, het was de eerste Britse medaille bij het WK Kunstrijden.
Op de Olympische Spelen van 1908 in Londen werd hij, op 45-jarige leeftijd, samen met zijn echtgenote derde bij paarrijden. Daarmee was hij de oudste kunstschaatser in de olympische geschiedenis die een medaille won.

## Belangrijke resultaten
| Kampioenschap             | 1899  |  | 1908  |
| ------------------------- | ----- |  | ----- |
| Olympische Spelen (paren) |       |  | Brons |
| WK (mannen)               | Brons |  |       |